# Svarta rosor (1945)
Svarta rosor är en svensk dramafilm från 1945 i regi av Rune Carlsten. 

## Om filmen
Filmen premiärvisades 27 augusti 1945 på biograf Grand i Stockholm. Den spelades in vid Centrumateljéerna och Sandrew-Ateljéerna i Stockholm med exteriörer från Konstakademien, Hässelby villastad, Saltsjöbaden och Baggensfjärden av Karl-Erik Alberts. 
Adolf Schütz och Paul Baudisch begärde att deras namn skulle utelämnas som manusförfattare och att Gunnar Tannefors som översatte manuskriptet från tyska ensam skulle anges som författare. 
Gustaf Molander spelade in en film 1932 med titeln Svarta rosor. Utöver titlarna har de två filmerna ingenting gemensamt.

## Roller
- Viveca Lindfors – Märta Lind
- Anders Ek – Bert Thorell, konstnär
- Ulf Palme – Gunnar Bergström
- Erik Strandell – Per Bergström, Gunnars bror
- Gunnar Sjöberg – Harald Westermark, polisintendent, senare Märtas man
- Karl-Magnus Thulstrup – Hilding
- Margareta Fahlén – Margit
- Tom Walter – Lars Persson, zigenare
- Åke Claesson – Christian August Lind, Märtas far, trädgårdsmästare
- John Ekman – Alfzelius, konsthandlare
- Eva Dahlbeck – Ingrid Bergström, Pers fru
- Ruth Weijden – fru Samuel, Märtas hyresvärdinna
- Signe Lundberg-Settergren – Signe, Westermarks hushållerska
- Tekla Sjöblom – fru Stendahl, föreståndarinna för Blomsterhandeln Blåklinten
- Axel Högel – Herman Jansson, Linds medhjälpare

## Musik i filmen
- Svarta rosor, kompositör Stig Hansson, instrumental, (filmens musikaliska tema).
- Med en enkel tulipan, kompositör Jules Sylvain, text Sven Paddock, framförs instrumentalt på dragspel
- Funiculì, funiculà, kompositör Luigi Denza, text Giuseppe "Peppino" Turco, instrumental.